# Bala de canhão de Newton

Um canhão no topo de uma montanha muito alta dispara uma bala de canhão horizontalmente. Se a velocidade for baixa, a bala de canhão rapidamente cai de volta à Terra (A, B). Em velocidades intermediárias, ela irá girar ao redor da Terra em uma órbita elíptica (C, D). Acima da velocidade de escape, ela deixará a Terra sem retornar (E).

A bala de canhão de Newton foi um experimento mental utilizado por Isaac Newton para hipotetizar que a força da gravidade era universal e era a força chave para o movimento planetário. Apareceu em seu trabalho póstumo de 1728 De mundi systemate (também publicado em português como Tratado do Sistema do Mundo).

## Teoria
Neste experimento de seu livro (pp. 5–8), Newton visualiza uma pedra sendo projetada do topo de uma alta montanha e afirma que "não há ar ao redor da Terra, ou pelo menos que é dotado de pouco ou nenhum poder de resistência".
Como uma força gravitacional atua sobre o projétil, ele seguirá um caminho diferente dependendo de sua velocidade inicial.
Se a velocidade for baixa, ele simplesmente cairá de volta na Terra.
Se a velocidade for a velocidade orbital naquela altitude, ele continuará circulando ao redor da Terra em uma órbita circular fixa "e retornará à montanha de onde foi projetado".
Se a velocidade for maior que a velocidade orbital, mas não suficientemente alta para deixar a Terra (menor que a velocidade de escape), ele continuará girando ao redor da Terra em uma órbita elíptica.
Se a velocidade for muito alta, ele deixará a Terra em uma trajetória parabólica (exatamente na velocidade de escape) ou hiperbólica.

## Fonte
O plano original de Newton para o Philosophiæ Naturalis Principia Mathematica era que deveria consistir em dois livros, o primeiro analisando as leis básicas do movimento e o segundo aplicando-as ao Sistema Solar. Para incluir mais material sobre movimento em meios de resistência, o primeiro livro foi dividido em dois; o livro sucessor (agora terceiro), originalmente escrito em um estilo mais popular, foi reescrito para ser mais matemático. No entanto, manuscritos de uma versão anterior deste último livro sobreviveram, e uma versão foi publicada em 1728 como De mundi systemate; uma tradução em português também foi publicada anteriormente em 1728 sob o nome Tratado do Sistema do Mundo. O experimento mental ocorre perto do início deste trabalho.

## Outras aparições

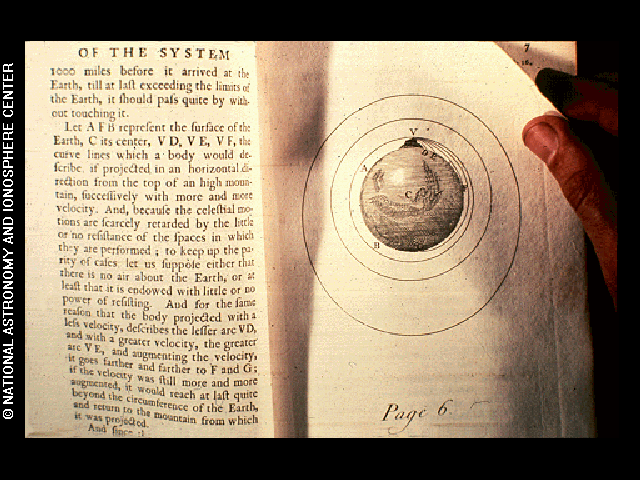
Fotografia da página 6 do De mundi systemate (Tratado do Sistema do Mundo) de Newton, como aparece no Disco de Ouro da Voyager

Uma imagem da página do Tratado do Sistema do Mundo mostrando o diagrama de Newton deste experimento foi incluída no Disco de Ouro da Voyager, como imagem #111. 